# Ed Hunter
Ed Hunter es el segundo álbum recopilatorio de Iron Maiden. Contiene dos discos, el primero contiene 14 canciones y el segundo 6 canciones además de un juego para ordenador llamado también Ed Hunter. El juego básicamente consiste en atrapar a Eddie, pasando por diferentes escenarios, desde la "22 Acacia Avenue" hasta el infierno. el personaje es al parecer, un investigador, quien domina varias armas y bonus que se van recogiendo de escenario en escenario.
Las canciones fueron escogidas por los fans a través del sitio web oficial del grupo. Este CD fue elaborado principalmente para retomar la acogida del público, ya que por esta época Iron Maiden pasaba por una crisis.

## Lista de canciones
| Disco 1 1. Iron Maiden (en vivo) 2. The Trooper 3. Number of the Beast 4. Wrathchild 5. Futureal 6. Fear of the Dark 7. Be Quick or be Dead 8. 2 Minutes to Midnight 9. Man on the Edge 10. Aces High 11. The Evil That Men Do 12. Wasted Years 13. Powerslave 14. Hallowed Be Thy Name 15. Wrathchild ('99 Versión) - Canción solo disponible en la edición de Estados Unidos | Disco 2 1. Run to the Hills 2. The Clansman 3. Phantom of the Opera 4. Killers 5. Stranger in a Strange Land 6. Tailgunner |